# The Boondock Saints II: All Saints Day
The Boondock Saints II: All Saints Day is een Amerikaanse speelfilm uit 2009, geschreven en geregisseerd door Troy Duffy. De film is het vervolg op The Boondock Saints.

## Plot
Het verhaal gaat over twee Ierse katholieke broers die het opnemen tegen de onderwereld in de Amerikaanse stad Boston.

## Rolverdeling
Acteurs zijn onder anderen:
| Willem Dafoe         | Paul Smecker      |
| Sean Patrick Flanery | Connor MacManus   |
| Norman Reedus        | Murphy MacManus   |
| David Della Rocco    | Rocco             |
| Billy Connolly       | Il Duce           |
| David Ferry          | Detective Dolly   |
| Brian Mahoney        | Detective Duffy   |
| Bob Marley           | Detective Greenly |